# Construction modulaire
 (janvier 2025).
Si vous disposez d'ouvrages ou d'articles de référence ou si vous connaissez des sites web de qualité traitant du thème abordé ici, merci de compléter l'article en donnant les références utiles à sa vérifiabilité et en les liant à la section « Notes et références ».

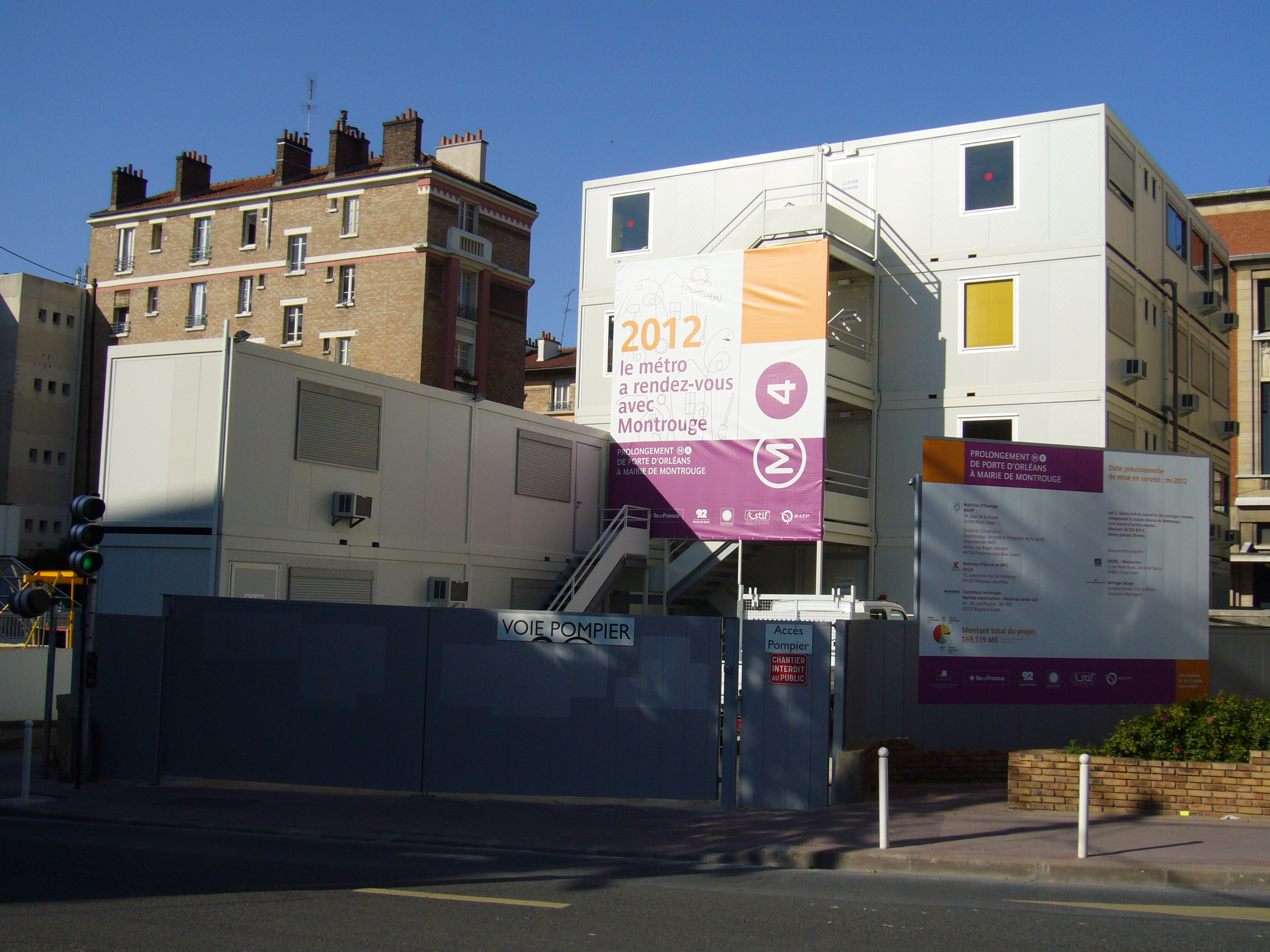
Chantier de construction du métro à Montrouge.

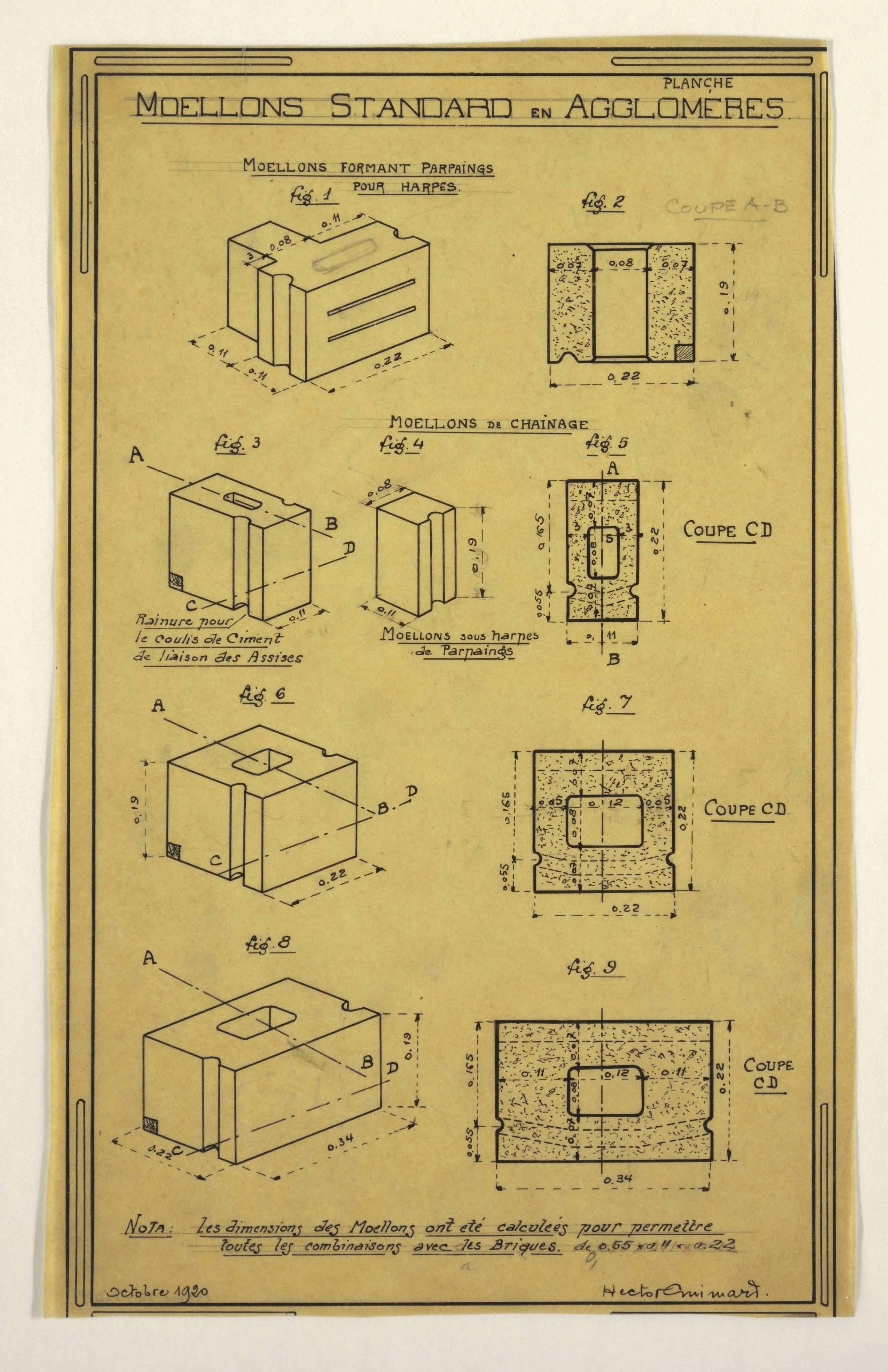
« Moellon standard en agglomérés », Hector Guimard, 1920. Cooper–Hewitt, Smithsonian Design Museum. Assemblés sans mortier, le parement rend tout enduit superflu; ces parpaings permettent en outre de couler, sans coffrage, les piliers verticaux de béton armé.

On appelle construction modulaire une construction déterminée par un module (voir cette notion):
- une organisation de la construction de bâtiment ou de la construction navale (plus généralement la construction mécanique), consistant à assembler des éléments préfabriqués selon un gabarit de coordination standard (le module). La construction modulaire est interdépendante de l'industrialisation et de la normalisation ;
- une organisation de la construction dans le bâtiment consistant à pré-fabriquer, assembler et équiper en atelier, et non plus à pied d'œuvre, des macro-éléments qui sont ensuite transportés par la route puis déposés ou empilés sur un site où il y a besoin d'un habitat de cantonnement, c'est-à-dire de loger du personnel pour un chantier ou pour une manifestation temporaire. Ces éléments peuvent aller d'un ensemble d'équipement (pieuvre électrique, bloc sanitaire pré-équipé), jusqu'à l'unité d'habitation complète (maison mobile, etc.).

## Entre-deux-guerres
Liée aux destructions du conflit et à l'essor de l'urbanisation, une restructuration rapide du parc immobilier s'imposait, d'où une rationalisation simplificatrice, rapidité de mise en œuvre d'éléments pour la plupart fabriqués en atelier, produits en séries importantes. Cela crée des  économies sur la main-d'œuvre au moment où les salaires du bâtiment, depuis la guerre, représentent une part considérablement accrue des coûts de revient; on introduit de nouveaux matériaux (ciment, béton, etc.) ; on supprime totalement bon nombre de finitions.
Les procédés proposés par Hector Guimard en 1920, ne se conçoivent pas en dehors de la tradition de la maison individuelle. L'habitat collectif, véritable problème de l'ère architecturale qui vient de s'ouvrir sera l'affaire du Bauhaus et non plus de l'Art nouveau.[pas clair]

## Après guerre 1940-1945

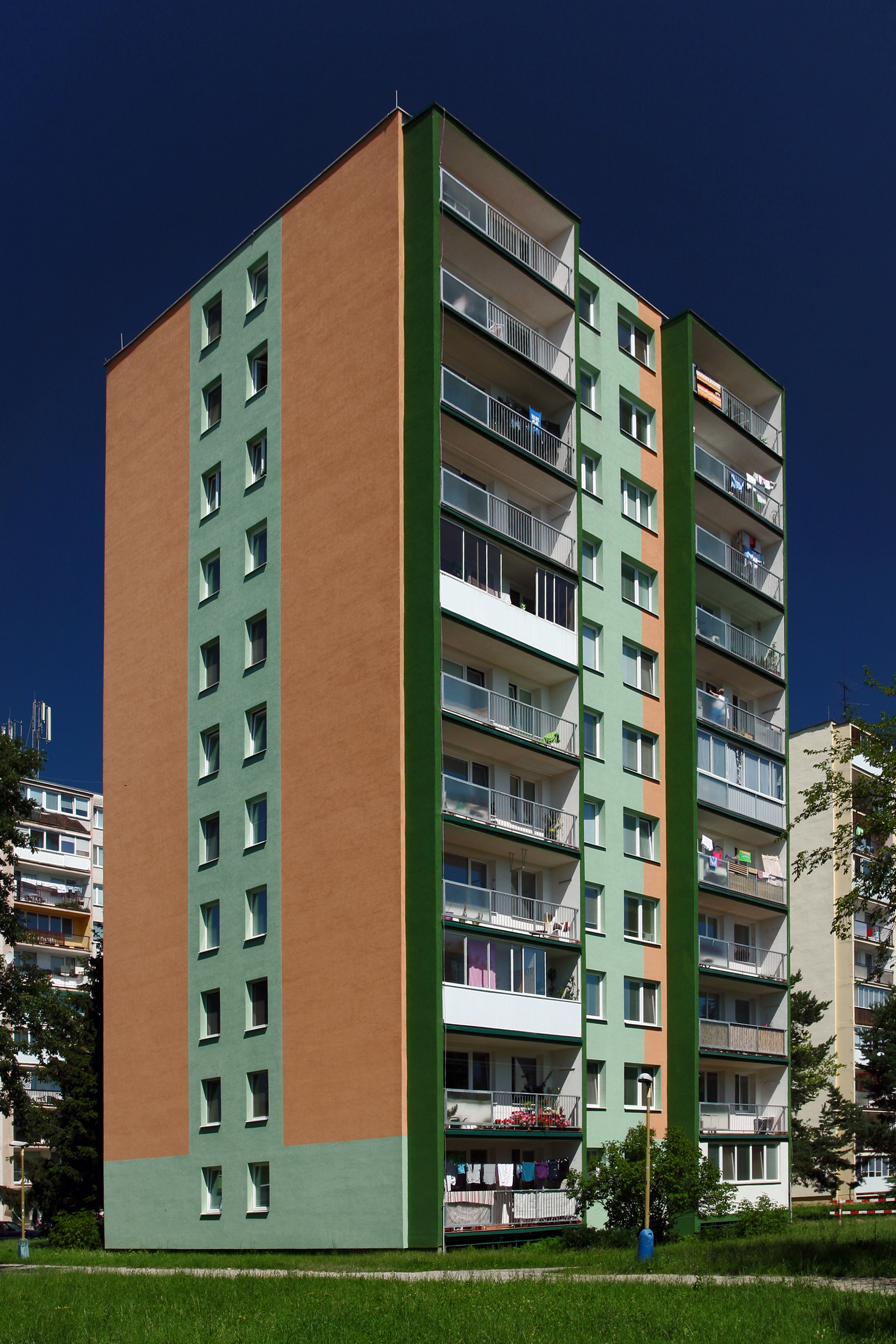
Immeuble en panneaux sur la rue Považská à Košice

A l'issue de la guerre, on assiste durant une dizaine d’années à un foisonnement de « procédés non traditionnels de construction », dont la mise en œuvre à travers de nombreuses opérations expérimentales va être à l’origine de la majorité des systèmes constructifs utilisés plus tard pour réaliser les grands ensembles. Parmi les différents aspects de cette industrialisation, la mécanisation, l’organisation rationnelle du chantier et la préfabrication en béton ne sont plus seulement des moyens de construire plus efficacement, mais deviennent les nouveaux principes générateurs du projet d’architecture.

## Les conteneurs comme habitat
Depuis 2005, aux Pays-Bas, des artistes ont eu l'idée d'utiliser des conteneurs pour aménager d'abord des ateliers, puis des logements d'étudiants. Leur caractère empilable a permis à des architectes de développer le projet en les empilant sur plusieurs étages pour créer de véritables immeubles de cités universitaires. En 2010, en réponse à un appel d'offres de la ville du Havre, un projet sur quatre niveaux (R+3) permettant de loger une centaine d'étudiants a réalisé des studios de 25 m2 au lieu des 18 m2 habituels. L'avantage est moins le coût de revient (à confort égal, le cout des aménagements de second œuvre est identique à celui d'une construction en maçonnerie)[réf. souhaitée], que la rapidité d'une installation préfabriquée et autoporteuse, ainsi que le caractère rapidement démontable permettant aux promoteurs de se dispenser de demander un permis de construire normal comme s'il s'agissait d'un habitat de cantonnement.
Cette solution permet, sur les grands chantiers, de pouvoir provisoirement loger des milliers de personnes travaillant sur le chantier. Ainsi, en France, le chantier long de 107 km du canal Seine-Nord Europe a en 2021 confié à Action Logement et à son bailleur Clésence la réalisation de modules habitables construits en réutilisant des conteneurs maritimes reconditionnés en usine.
Cette section est promotionnelle ou publicitaire (juin 2021). Considérez son contenu avec précaution et/ou discutez-en.
Au Canada, ce type de construction modulaire est rarement utilisé ; il sert cependant à produire des maisons de deux étages, assemblées à partir de quatre unités transportées depuis l'usine puis assemblées in situ. Le coût est moindre dans ce cas pour une qualité égale selon les concepteurs [réf. nécessaire]. De petites entreprises de construction érigent sur place des maisons de façon traditionnelle et rivalisent en compétitivité avec les plus grandes entreprises de maisons modulaires[réf. nécessaire].

## Les réalisations en construction modulaire dans le monde et en France

### 101 George Street à Croydon, près de Londres, Royaume-Uni
Deux tours jumelles résidentielles de 38  et   44 étages (136 mètres de haut) et 546 logements, en construction modulaire. Les modules en acier ont été fabriqués par l'usine anglaise Vision Modular Systems pour Greystar, promoteur américain dirigé par Bob Faith, et ont été posés en 35 semaines par le Britannique Tide Construction fondé par John Fleming.

### Clement Canopy, Singapour
Deux tours jumelles de 40 étages (140 mètres de haut) et 505 logements en modules béton érigées à Singapour par Dragages Singapore, une filiale du groupe Bouygues Construction, dirigé par Pascal Minault.

### Hôtel Jakarta, Amsterdam, Pays-Bas
Hôtel 4 étoiles en structure bois de 220 chambres imaginé par SeARCH. Il intègre des modules de 30 m2 avec un plancher en béton et des parois en bois.

### Hôtel Eklo à Marne-la-Vallée, Paris
Hôtel de 108 chambres (1 600 m2 de surface totale) à Marne-la-Vallée, pour Eklo, groupe hôtelier dirigé par Emmanuel Petit. L’hôtel est bâti selon une construction modulaire en ossature bois par GA Smart Building, dirigé par Sébastien Matty et sa filiale Ossabois.

### Montréal, Québec
Le 28 août 2024, la ville de Montréal annonce qu'elle installera des bâtiments modulaires pour offrir du logement à 60 personnes en situation d'itinérance.

## Une alternative durable à la construction traditionnelle
Cette approche de construction, qui implique l'assemblage de modules préfabriqués, offre une alternative écologique et économique aux méthodes de construction traditionnelles.

### Avantages écologiques

#### Réduction de l'empreinte carbone et conformité aux normes environnementales
Les matériaux utilisés dans la construction modulaire, tels que l'acier et le bois, sont souvent choisis pour leur faible impact environnemental. L'acier, par exemple, est non seulement durable mais aussi largement recyclable, contribuant à réduire l'empreinte carbone globale du bâtiment. Le bois, un matériau biosourcé, émet moins de CO2 lors de sa production et de son recyclage, ce qui favorise une empreinte carbone réduite sur l'ensemble du cycle de vie du bâtiment.
Les constructions modulaires sont souvent conçues pour répondre à des réglementations environnementales strictes, telles que la RT 2012 et la RE2020 en France. Cette conformité garantit que les bâtiments sont non seulement durables mais aussi respectueux de l'environnement.

#### Efficacité énergétique
Les bâtiments modulaires sont conçus pour une meilleure isolation thermique et phonique, ce qui réduit la consommation d'énergie pour le chauffage et la climatisation. Cette efficacité énergétique est un atout majeur pour la durabilité des constructions modulaires.

#### Minimisation des déchets de construction
La préfabrication en usine permet une gestion plus efficace des matériaux, réduisant ainsi les déchets générés sur le site de construction de 50 % à 90 % en comparaison de la construction traditionnelle. Cette approche contribue à une meilleure préservation des ressources naturelles et à une réduction des déchets de construction.

### Avantages économiques et sociaux

#### Réutilisation et flexibilité
Les modules préfabriqués peuvent être facilement démontés, déplacés et réutilisés, offrant une flexibilité sans précédent dans le domaine de la construction. Cette capacité de réutilisation n'est pas seulement économique mais aussi bénéfique pour l'environnement, car elle prolonge la durée de vie des matériaux de construction.

#### Rapidité de construction et réduction des coûts
La construction modulaire permet une réalisation plus rapide des projets, réduisant ainsi les coûts de main-d'œuvre et les dépenses liées au chantier. Cette rapidité d'exécution est également synonyme de moins de perturbations sur le site, ce qui est avantageux pour les communautés environnantes. 
La préfabrication en usine, caractéristique des constructions modulaires, permet une gestion optimisée des ressources. Elle réduit les déchets de construction de 50% à 90%, contribuant ainsi à une meilleure préservation des matières premières. En plus de son efficacité environnementale, cette méthode diminue les nuisances sur site, limitant les perturbations pour les communautés environnantes et renforçant son attrait comme alternative durable aux techniques traditionnelles[réf. nécessaire].